# Bellevalia clusiana
Bellevalia clusiana là một loài thực vật có hoa trong họ Măng tây. Loài này được Griseb. mô tả khoa học đầu tiên năm 1846.